# الحملة البيزنطية على بلغاريا
الحملة البيزنطية على بلغاريامنذ حوالي 970 حتى 1018، أدت سلسلة من الصراعات بين الإمبراطورية البلغارية والإمبراطورية البيزنطية إلى الفتح التدريجي لبلغاريا من قبل البيزنطيين، الذين أعادوا فرض سيطرتهم على شبه جزيرة البلقان بأكملها للمرة الأولى منذ الغزوات السلافية في القرن السابع. بدأ النضال بتأسيس شرق بلغاريا بعد الحرب الروسية البيزنطية (970–971). قادت المقاومة البلغارية السلالة الكومتوبوليية الذين قادوا المناطق الغربية غير الخاضعة للسيطرة للإمبراطورية البلغارية إلى أن سقطت تحت الحكم البيزنطي عام 1018.
مع تدهور العلاقات البيزنطية البلغارية في نهاية ستينيات القرن العاشر، دفعت الإمبراطورية الرومانية الشرقية للأمير الكييفي سيفاتوسلاف الأول لمهاجمة بلغاريا. أدى الانهيار غير المتوقًّع لبلغاريا، وطموحات الأمير سيفاتوسلاف في احتلال القسطنطينية إلى أخذ الإمبراطورية الرومانية الشرقية على حين غرة، لكنهم تمكنوا من إجبار جيوش كييف على الانسحاب واحتلال شرق بلغاريا بما في ذلك العاصمة بريسلاف في عام 971.
قُبض على الإمبراطور البلغاري بوريس الأول واقتيد إلى القسطنطينية حيث تنازل عن العرش وأعلن الإمبراطور البيزنطي يوحنا الأول زيمسكي عن ضم بلغاريا. ورغم أن الإمبراطورية الرومانية سيطرت على بلغاريا الشرقية في ذلك الوقت لكن بقيت الأراضي في الغرب تحت السيطرة البلغارية.
حكم الأخوة الأربعة ديفيد وموسى وآرون وصموئيل (صامويل) من سلالة كوميتبولي الأقاليم الحرة، وشنوا هجومًا كبيرًا ضد البيزنطيين في عام 976 لاستعادة الأراضي المحتلة، وسرعان ما تولى الأخ الأصغر صموئيل السلطة بأكملها بعد وفاة إخوته الثلاثة الأكبر سنًا.
أثبت صموئيل أنه جنرال ناجح وألحق هزيمة كبيرة بالجيش البيزنطي الذي كان بقيادة باسيل الثاني في معركة «بوابات تراجان» واستعاد صموئيل فيها شمال شرق بلغاريا. وسعت حملاته الناجحة الحدود البلغارية إلى ثيساليا وإبيروس، وغزا إمارة دوكليا (دوكلجا: كانت ولاية في الإمبراطورية الرومانية الشرقية ثم نالت استقلالها في القرن الحادي عشر وأصبحت دويلة في الساحل الغربي لشبه جزرة البلقان) في عام 998، وفي عام 997 أصبح صموئيل إمبراطورًا لبلغاريا بعد وفاة الحاكم الشرعي «رومان».
في نهاية الألفية، انقلبت موازين الحرب لصالح الجانب البيزنطي. تفوق البيزنطيون ببطء تحت قيادة باسيل الثاني، وهو جنرال ناجح وجندي متمرس، وبدءًا من عام 1001، بدؤوا بالاستيلاء على عدد من المناطق والبلدات المهمة. لم يتمكن البلغاريون من إيقاف الحملات البيزنطية السنوية التي دمرت البلاد.
في عام 1014، فاز البيزنطيون في معركة كليديون الحاسمة، وتوفي صموئيل بعد بضعة أسابيع. تلت فترة حكم القيصر صموئيل فترتا حكم قصيرتان لابنه غافيريل رادومير وابن أخيه إيفان فلاديسلاف.
في عام 1018، تفاوضت مارية، أرملة إيفان فلاديسلاف، على شروط استسلام مناسبة جدًا للإمبراطور البيزنطي، ونُقل جميع اللوردات المحليين الذين استسلموا إما إلى القسطنطينية أو إلى الأناضول، ودُمج معظمهم في المجتمع البيزنطي في وقت لاحق.
فقدت بلغاريا استقلالها وبقيت خاضعة لبيزنطة أكثر من قرن ونصف، حتى عام 1185. حُوِّل القسم الغربي منها إلى واحدة من المقاطعات البيزنطية العديدة التي كان يحكمها حاكم مُعيَّن من قبل الإمبراطور.
مع انهيار الدولة البلغارية الأولى، سقطت الكنيسة البلغارية تحت هيمنة الكنسيين اليونانيين الذين سيطروا على أبرشية أوخريد وحاولوا استبدال الشعائر الدينية الإغريقية بالشعائر البلغارية السلافونية. كانت الثقافة البلغارية في ذلك الوقت متجذرةً بعمق ولا يمكن تغييرها بسهولة، وافتقرت الإمبراطورية البيزنطية التي تتعرض لتهديد هجمات السلاجقة الأتراك وإزعاج الصليبيين للقوة اللازمة لدعم المزيد من عملية التحويل القسري إلى الحضارة اليونانية (الهلينة أو اليوننة Hellenization).

## الخلفية
في عهد الإمبراطور البلغاري بيتر الأول (927-969) بدأ المجريون (الهنغاريون) الذين احتواهم والده الإمبراطور سيمون الأول مؤقتًا بمهاجمة الأراضي البلغارية من عام 934، وبقيت جهود بيتر الأول للتعامل معهم عقيمة.
وصل المجريون إلى تراقيا البيزنطية عدة مرات وسلبوها، وتلاها اتهامات البيزنطيين للبلغاريين أنهم كانوا يفعلون ذلك عن قصد، ونتيجة لذلك تدهورت العلاقات بين البلدين بسرعة.
مع عدم وجود وسيلة لمواجهة التهديد المجري، كان على بيتر الأول إبرام اتفاق مع المجريين في عام 965 والذي منح البلغاريون للمجريين بموجبه حرية التحرك ضمن أراضيهم حتى الإمبراطورية البيزنطية، ورفضْ تقديم أي مساعدة للإمبراطور البيزنطي.
رد البيزنطيون في ربيع العام التالي ورفضوا دفع الجزية السنوية لبلغاريا. أهان إمبراطورهم نقفور الثاني فوكاس (963-969) الذي حقق انتصارات حاسمةً على العرب في الشرق السفراء البلغاريين، وشن حملة عسكرية، ولكن عند اقترابه من الحدود البلغارية قرر «عدم قيادة قواته في تلك الأماكن الخطرة وإعطائهم للبلغاريين ليذبحوهم كمواشي».
بعد وقت قصير من هذا العرض للقوة العسكرية، حاول فوكاس استعادة السلام بشرط أن يلغي البلغاريون اتفاقهم مع المجريين، الأمر الذي رفضه بيتر الأول الذي ذكًر الإمبراطور البيزنطي بعدم استجابة البيزنطيين عندما طلبت منهم بلغاريا المساعدة ضد المجريين ما اضطرها في النهاية إلى إبرام اتفاقية سلام معهم، وصار من الحماقة نقض هذه المعاهدة.
في ذلك الوضع، انتقل نقفور الثاني فوكاس إلى الوسائل الدبلوماسية البيزنطية المعتادة وقرر أن يدفع للأمير الكييفي سيفاتوسلاف كي يهاجم بلغاريا. نجح النبيل كالوكيروس في المهمة التي أوكِلت إليه (إذ كان مبعوث الإمبراطور إلى سيفاتوسلاف) وغزت جيوش قبيلة روس (قبيلة سيفاتوسلاف وهي قبيلة من أوروبا الشرقية) إقليم دبروجة في ربيع عام 968.
هزم سيفاتوسلاف الجيش البلغاري واستولى على أكثر من 80 حصنًا ما أثار القلق بين البيزنطيين الذين عرضوا السلام مرة أخرى على بيتر الأول، ولكن اضطر سيفاتوسلاف في تلك الأثناء إلى إيقاف حملته والعودة إلى عاصمته كييف التي حاصرها البجانكة (شعب تركي بدوي من سهوب آسيا الوسطى).
في عام 969 عاد سيفاتوسلاف إلى بلغاريا، وبعد وقت قصير من ذلك تعرض بيتر الأول لنوبة صرع، وتنازل عن العرش وتوفي في 30 يناير من عام 970 بصفته راهبًا، وخلفه ابنه البكر بوريس الثاني الذي لم يكن لديه خيار سوى التعاون مع سيفاتوسلاف، الذي حول كالوكيروس انتباهه في ذلك الوقت إلى القسطنطينية.
حقق الإمبراطور البيزنطي الجديد يوحنا الأول زيمسكي (969-976) انتصارًا حاسمًا على قوات روس وحلفائهم البلغاريين في معركة أركاديوبوليس (يسمَّى ذلك المكان الآن لوليبورغز) في عام 970.
في 5 أبريل 971 استولى زيمسكي على العاصمة البلغارية بريسلاف وأُلقى القبض على بوريس الثاني مع عائلته بأكملها وعامله بشكل جيد، وتظاهر بأنه قد جاء ليحرر البلغار من حكم روس.
عندما هُزم سيفاتوسلاف أخيرًا، اقتيد بوريس الثاني إلى القسطنطينية حيث كان عليه التنازل عن العرش؛ كان عليه أن يتنازل عن الشارة الإمبراطورية -التاج الذهبي والأحذية الحمراء- التي وضِعت في كاتدرائية آيا صوفيا، وحصل في المقابل على لقب القاضي. تعرض أخوه رومان للإخصاء لأن البيزنطيون كانوا بحاجة أن يضمنوا اندثار سلالة كروم.
كان ذلك نصرًا عظيمًا بالنسبة لزيمسكي، وقد بدا أن الحلم البيزنطي بالقضاء على الدولة البلغارية واستعادة الحدود الإمبراطورية على طول نهر الدانوب والذي يعود إلى ثلاثة قرون قد تحقق.
أعلِن رسميًا عن ضم بلغاريا، واحتُل القلب السياسي للبلاد في شمال شرق بلغاريا إلى جانب بريسلاف والعاصمة القديمة بليسكا ومقر الكنيسة البلغارية الأرثوذكسية دراستار (سيليسترا) أو بطريركية بلغاريا.

## نشأة الإخوة كومتوبولي
في حين أن الأجزاء الشرقية من الإمبراطورية قد احتُلت وحوِّلت إلى مقاطعة بيزنطية، بقيت الأراضي الواقعة إلى الغرب من نهر إسكر تحت السيطرة البلغارية، وشملت معظم مقدونيا وألبانيا والأراضي الواقعة إلى الجنوب من نهر الدانوب بين نهر كولوبارا (بما في ذلك منطقة سيرميا) إلى الغرب والجبال المحيطة ببلدتي إيتروبولي وإختيمان إلى الشرق.
حكِمت هذه الأراضي من قبل الإخوة الأربعة ديفيد وموسى وآرون وصموئيل، أبناء حاكم (باللاتينية comes، بالبلغارية komita) سيرديكا (صوفيا) الذي يُدعى نيكولا.
المعلومات في المصادر الأولية عن الفترة الممتدة بين عامي 971 و976 قليلة جدًا.